# Consulat général de Chine à Marseille
Le consulat général de Chine à Marseille est une représentation consulaire de la République populaire de Chine en France. Il est situé boulevard Carmagnole, à Marseille, en Provence-Alpes-Côte d'Azur. Il a été fondé en 1985.